# Azer Bülbül
Azer Bülbül (* 1. Februar 1969 als Subutay Kesgin in Arpaçay, Türkei; † 7. Januar 2012 in Antalya) war ein türkischer Volkssänger (Arabeske) und Schauspieler.

## Leben und Karriere
Azer Bülbül wurde als Subutay Kesgin in Arpaçay, Kars geboren und wuchs in Deutschland auf, wo seine Familie heute noch lebt. 1984 startete Bülbül seine Musiklaufbahn mit dem Debütalbum Garip Yolcu. Nachdem er eine Reihe von Folkmusikalben herausgebracht hatte, wurde 1996 das Album Ben Babayım ein kommerzieller Erfolg.
2002 wurde er wegen Kokainbesitz zu einer Bewährungsstrafe verurteilt. 2011 erklärte er sich für geheilt und für drogenfrei seit 18 Monaten.
Bülbül wurde am 7. Januar 2012 in seinem Hotelzimmer in Antalya tot aufgefunden; als Todesursache wurde ein Herzinfarkt angegeben. Sein Grab ist auf dem Esenyurt-Friedhof in Istanbul.

## Diskografie

### Alben
| - 1984: Garip Yolcu - 1986: Esmerin Adı Oya - 1987: Yalan Olur (Yoruldum) - 1988: Güzel / Kız Necla - 1989: Fırat (Yürüyorum) - 1990: Ben Sana Vurgunum - 1991: Bir Yudum Su - 1993: Dağlara Yolculuk / İnsanlar - 1995: Ben Babayım / Dokunmayın Çok Fenayım - 1996: Ağıt - Vasiyet / Benim Hiçbir Şeyim Yok - 1997: Hayatımın Şarkıları | - 1998: Zordayım / Canım Yanıyor - 1999: Kör Kurşun / Sana Yalan Gelebilir - 2000: Dünden Bugüne - 2000: Bana Düştü / Neden Dedo - 2001: Yalan Sevgiler - 2002: Başımda Bela Var / Yarınsızım Ben - 2004: 2004 (Ateş Düştüğü Yeri Yakar) - 2005: Seçmeler - 2006: Üzülmedim Ki - 2007: Kalemin Kırıldı - 2011: Duygularım |

### Kollaborationen
- 1996: Yine Düştün Aklıma Yar / Yaban Eller (mit Müslüm Gürses)
- 1996: Arabesk'te Doğudan Esintiler (mit Seyfi Doğanay)

### Singles (Auswahl)
- 1985: Esmerin Adı Oya (Original: Samira Tewfik – Asmar)
- 1995: Çoğu Gitti Azı Kaldı
- 1995: Dokunmayın Çok Fenayım
- 1995: Yaralandınmı Ey Can
- 1998: Başaramadım
- 1998: Aman Güzel Yavaş Yürü
- 1999: İlle De Sen
- 2001: Yemin
- 2011: Duygularım
- 2011: Bu Gece Karakolluk Olabilirim
- 2011: Caney

### Posthume Veröffentlichungen mit türkischen Rappern
- 2023: Caney (mit UZI)
- 2023: Aman Güzel Yavaş Yürü (mit Halodayı)
- 2023: İlle De Sen (mit Muti)
- 2024: Bu Gece Karakolluk Olabilirim (mit Heijan)
- 2024: Ne Sayarsan Say (mit Kurtuluş Kuş)
- 2024: Alıram Yar Alıram (mit Tefo + Seko)
- 2025: Çoğu Gitti Azı Kaldı (mit ElMusto)

## Filmografie
- 1985: Mavi Mavi Masmavi
- 2002: Rus Gelin
- 2008: Arkadaş
- 2008: Vefa Borcu
- 2009: Bedel
- 2012: Seninki Kaç Para